# Geiersberg (gemeindefreies Gebiet)

Lage im Landkreis Schweinfurt

Der Geiersberg ist ein 0,79 km² großes gemeindefreies Gebiet im Unterfränkischen Landkreis Schweinfurt im Steigerwald. Das Gebiet ist komplett bewaldet.

## Lage
Das gemeindefreie Gebiet ist eine Enklave im Nordwesten des Marktes Oberschwarzach und umfasst den 440 m hohen Geiersberg.